# Johan 1. af Sachsen
 Ikke at forveksle med Johan 1. af Sachsen (1468-1532).
Johan 1. (tysk: Johann I.), (født 12. december 1801 i Dresden, død 29. oktober 1873 i Pillnitz) var konge af Sachsen fra 1854 til 1873. Han var søn af tronfølger Maximilian af Sachsen og Caroline af Parma.

## Ægteskab
I 1822 blev Johan gift med Amalia Augusta af Bayern (1801-1877). Dronning Amalia Augusta var datter af kong Maximilian 1. Joseph af Bayern (1756 – 1825) og Karoline af Baden (1776 – 1841).

## Børn
- Marie (1827–1857)
- Albert 1. (1828–1902), konge af Sachsen, gift med 1853 prinsesse Carola af Wasa (1833-1907), sønnedatter af kong Gustav 4. Adolf af Sverige-Finland. Carola blev den sidste dronning af Sachsen.
- Elisabeth (1830–1912)

1. gift 1850 med prins Ferdinand Maria af Savoyen-Carignan, hertug af Genua (1822-1855), hertug Ferdinand var bror til kong Victor Emanuel 2. af Italien. Elisabeth og Ferdinand fik to børn. Datteren blev gift med sin fætter kong Umberto 1. af Italien.
2. gift 1856 med sin hofmarskal marchese Niccolo Rapallo (1825-1882). I første omgang var ægteskabet hemmeligt. Da kong Victor Emanuel 2. hørte om ægteskabet, blev parret udvist af Italien. Nogle år senere fik de dog lov til at vende tilbage.

- Ernst (1831–1847)
- Georg (1832–1904), konge af Sachsen, gift 1859 med prinsesse Maria Anna af Portugal (1843–1884), datter af dronning Maria 2. af Portugal (1819 – 1853).
- Sidonie (1834–1862)
- Anna af Sachsen (1836–1859), gift 1856 med storhertug Ferdinand 4. af Toscana (1835 – 1908). De fik en datter, der døde som 25-årig.
- Margarete af Sachsen (1840–1858), gift 1856 med ærkehertug Karl Ludvig af Østrig (1833 – 1896). Karl Ludvig var kortvarigt tronfølger i 1889. Hans søn tronfølger Franz Ferdinand (1863 – 1914) blev myrdet i Sarajevo.
- Sophie Marie af Sachsen (1845–1867), gift 1865 med Karl Theodor, hertug i Bayern (1839 – 1909), deres datter Amalie Maria, hertuginde i Bayern (1865 – 1912) blev gift med Mindaugas 2. af Litauen (1864 – 1928), som forgæves var kandidat til tronerne i Monaco, Albanien, Polen, Elsass - Lothringen og Litauen. I sit andet ægteskab blev Karl Theodor bl.a. far til dronning  Elisabeth Gabriele Valérie af Belgien (1876 – 1965) (gift med kong Albert 1. af Belgien (1875 –  1934)) og prinsesse  Marie Gabrielle (1878–1912) (gift med den senere kronprins Rupprecht af Bayern (1869 – 1955) (en søn af kong Ludwig 3. af Bayern)). Karl Theodor var bror til kejserinde Elisabeth af Østrig-Ungarn.